# Stangenbrand
Als Stangenbrand bezeichnet wird der meist durch Kriechströme ausgelöste Brand hölzerner Strommasten.
Stangenbrände sind heutzutage selten und werden als Glimmbrände manchmal erst nach mehreren Tagen entdeckt. Zur Zeit des Ausbaus der ersten Hochspannungsleitungen um die Jahrhundertwende vom 19. zum 20. Jahrhundert waren sie noch verbreitet. In seinem Werk Der Weg der Elektrotechnik erwähnt Georg Siemens (1882–1977) beispielhaft die Schwierigkeiten, die sich 1895 bei der Versorgung der Stadt Grünberg (heute Zielona Góra) in Niederschlesien mit einer 10.000-Volt-Drehstromleitung durch Stangenbrände ergaben. Die „tatkräftige Grünberger Feuerwehr“ habe damals einen besonderen Löschtrupp für Stangenbrände ausgebildet. Diese Brände ergaben sich durch Überschläge aufgrund der „noch unvollkommenen Isolatoren“.
Die liechtensteinische Verordnung über die Parallelführungen und Kreuzungen elektrischer Leitungen unter sich und mit Eisenbahnen vom 7. August 1984 schreibt vor, dass Erdleitungen bei Überführungen von Hochspannungs- über Schwachstromleitungen an hölzernen Hochspannungstragwerken so auszuführen seien, „dass dadurch Stangenbrände im Falle von Beschädigungen an Isolatoren möglichst verhütet werden“.